# Population (Astronomie)
In der Astronomie wird mit Population oder Sternpopulation (englisch stellar population) eine Untermenge von Sternen in einer Galaxie bezeichnet, die eine ähnlich große Metallizität (und damit ein ähnliches Alter) aufweisen.

## Ursprüngliche Klassifikation nach Baade
Die Klassifikation geht auf Walter Baade (1944) zurück. Sie ist nützlich für die Beschreibung von Spiralgalaxien wie der Milchstraße, auch wenn das heutige Bild dieser Objekte wesentlich komplexer ist. Obschon der Zeitpunkt der Entstehung ein Charakteristikum einer Population ist, korrespondiert die sie bezeichnende römische Zahl (I, II oder III) nicht mit der Reihenfolge ihrer Entstehung bzw. ist genau umgekehrt.
- Im Band der Milchstraße, der galaktischen Scheibe, gehören die meisten Sterne zur Population I. Dies sind relativ junge, stabil leuchtende Sterne, die sich auf annähernden Kreisbahnen um das galaktische Zentrum bewegen, meist in den Spiralarmen. Sterne der Population I enthalten einen relativ hohen Anteil schwerer Elemente, die in früheren Sterngenerationen entstanden sind und Metalllinien im Spektrum verursachen.
- Sterne der Population II sind an ihrer geringeren Metallizität zu identifizieren (siehe z. B. BPS CS22892-052). Sie sind überwiegend älter als sechs Milliarden Jahre und finden sich, oft in Kugelsternhaufen, im ausgedehnten galaktischen Halo, dessen Dichte zum galaktischen Zentrum hin zunimmt.

- Bereits kurz nach dem Urknall gab es Sterne, die aufgrund ihrer großen Masse schnell in Paarinstabilitätssupernovae endeten und dabei jene Metalle bildeten und in den Raum schleuderten, die sich schon in den ältesten Sternen der Populationen II finden. Sollten damals auch vereinzelt massearme Sterne gebildet worden sein, so werden sie als kalte Zwerge bezeichnet, die die noch hypothetische Population III bilden, die auch als erste Generation bezeichnet wird.

## Feinere Einteilung
Heute unterscheidet man aufgrund genauerer Messergebnisse im Wesentlichen fünf Populationen.

### Extreme PopulationI (Spiralarmpopulation)
Das Alter dieser Sterne liegt unter 100 Mio. Jahren. Solche jungen Sterne befinden sich häufig in Spiralarmen und irregulären Galaxien und dort in diffusen Nebeln, Reflexionsnebeln, offenen Sternhaufen und Sternassoziationen.

### Intermediäre (ältere) PopulationI
Sterne dieser Population, zu der auch die Sonne gehört, haben bis auf ihr fortgeschritteneres Alter ähnliche Charakteristika wie die der extremen Population I.

### Scheibenpopulation
Sterne dieser größten Population haben ein mittleres Alter. Die meisten Sterne unserer Milchstraße gehören ihr an, denn sie stellen den Großteil der galaktischen Scheibe und des galaktischen Zentrums dar.

### Intermediäre (zwischen-) PopulationII
Dies ist eine kleinere Gruppe, die vor allem im galaktischen Zentrum vorherrscht. Zu dieser Gruppe zählen vor allem die Schnellläufer, die sich mit Geschwindigkeiten von über dreißig Kilometern pro Sekunde senkrecht zur galaktischen Ebene bewegen.

### Halopopulation (extreme PopulationII)
Dies sind Sterne mit einem Alter von über sechs Milliarden Jahren. Sie befinden sich überwiegend in Kugelsternhaufen und elliptischen Galaxien. Sehr wichtige Mitglieder sind die Unterzwerge und die RR-Lyrae-Sterne.

## HD 140283 und SM0313 als älteste Sterne
HD 140283 ist ein Stern im Sternbild Libra. Er ist einer der nächstgelegenen Sterne der Population II. Mithilfe des Hubble-Weltraumteleskops wurde die Entfernung zu ihm auf 190 Lichtjahre bestimmt und das Alter – mit einer Genauigkeit von ± 800 Millionen Jahren – auf etwa 14,5 Milliarden Jahre abgeschätzt. Neuere Berechnungen von 2014 und 2021 führten zu einem Alter von 13,7 Mrd. Jahren und 12,2 Mrd. Jahren bzw. 12 Mrd. Jahren.
Davor war der älteste Stern der 2014 entdeckte (Sky Mapper Telescope, Siding-Spring-Observatorium, Australian National University, und danach Magellan) SMSS J031300.36-670839.3 (SM0313) mit einem Alter von 13,6 Milliarden Jahren, entstanden also nur rund 100 bis 200 Millionen Jahren nach dem Urknall. Er befindet sich nur 6000 Lichtjahre entfernt in unserer Galaxie. Er gehört zur Population II, sein Alter ist daran erkennbar, dass er kaum Eisen enthält (weniger als ein Zehnmillionstel der Konzentration in der Sonne) und nur sehr wenig andere schwere Elemente, nur Wasserstoff, Helium, etwas Kohlenstoff, Lithium, Magnesium und Calcium.
Da er aus Supernovaüberresten der ersten Sterngeneration entstand (der bisher nicht beobachteten Population III), hatten Astronomen eigentlich einen höheren Eisenanteil erwartet und werten das als Hinweis darauf, dass die ersten Supernovaexplosionen relativ wenig Energie freisetzten und der überwiegende Teil der schweren Elemente in den dabei entstandenen schwarzen Löchern verschwand. Aus dem relativ hohen Zinkanteil in HE 1327-2326 folgerten Anna Frebel und Kollegen 2019 jedoch, dass die ersten Sterne in sehr asymmetrischen Supernovaexplosionen ihr Ende fanden und auf diese Weise doch relativ große Mengen an schwereren Elementen verteilt worden sein konnten.

## Video
- Was sind Population-Drei-Sterne? aus der Fernseh-Sendereihe alpha-Centauri (ca. 15 Minuten). Erstmals ausgestrahlt am 15. Okt. 2003.